# Вудлон Парк (Оклахома)
Вудлон Парк (енгл. Woodlawn Park) град је у америчкој савезној држави Оклахома.

## Демографија
По попису из 2010. године број становника је 153, што је 8 (-5,0%) становника мање него 2000. године.
| Група             | 2000.       | 2010.       |
| Белци             | 151 (93,8%) | 140 (91,5%) |
| Афроамериканци    | 0 (0,0%)    | 4 (2,6%)    |
| Азијати           | 1 (0,6%)    | 0 (0,0%)    |
| Хиспаноамериканци | 0 (0,0%)    | 5 (3,3%)    |
| Укупно            | 161         | 153         |